# Kenshi Yonezu
Kenshi Yonezu (米津 玄師?, Yonezu Kenshi; Tokushima, 10 marzo 1991) è un cantante, produttore discografico e illustratore giapponese.

## Biografia

### Primi anni
Il primo approccio di Yonezu con la musica è avvenuto nel 2006, durante il secondo anno di scuola superiore, quando formò una band con un suo amico, chiamata Late Rabbit Edda, per suonare al festival della cultura scolastico. Nel 2007 creò un sito web per la band, dedicato alla pubblicazione di testi di canzoni e piccole storie. Yonezu scriveva le canzoni per il gruppo e tra aprile del 2008 e marzo del 2009 caricò 24 canzoni originali sul popolare sito web giapponese di video sharing Nico Nico Douga, utilizzando il nome Hachi (ハチ?). Finita la scuola, si trasferì a Osaka per frequentare l'accademia di belle arti.
In quel periodo, iniziò a realizzare canzoni con il software Vocaloid Hatsune Miku e nel 2009 Musunde Hiraite Rasetsu to Mukuro (結ンデ開イテ羅刹ト骸?) fu la sua prima canzone a raggiungere 1 000 000 di visualizzazioni sul sito. Nonostante avesse caricato oltre 30 pezzi cantati da lui stesso, li eliminò con il crescente successo dei suoi pezzi Vocaloid.
Nel 2010 Yonezu pubblicò due album autoprodotti, Hanataba to Suisō e Official Orange ed i suoi pezzi cominciarono ad apparire in diversi compilation album e videogiochi riguardanti Hatsune Miku.
I Late Rabbit Edda rimasero attivi fino al 2010. Yonezu iniziò a sentire di non potersi esprimere al meglio lavorando in gruppo e decise di lavorare da solo sulle canzoni Vocaloid.

### Debutto e il successo
A marzo del 2011 Yonezu e altri sette musicisti crearono Ballom, un'etichetta musicale indipendente, per offrire maggiori opportunità ai musicisti di internet. Nel 2012 il suo primo album, Diorama, vendette oltre 45 000 copie e l'anno successivo firmò un contratto con la Universal Sigma, debuttando a maggio del 2013 con il singolo "Santa Maria".
A ottobre del 2013 Yonezu pubblicò il suo primo Vocaloid dopo due anni e mezzo, Donut Hole (ドーナツホール?, Dōnatsu Hōru). Nell'aprile del 2014 uscì il suo secondo album, Yankee, seguito dal suo primo concerto a giugno dello stesso anno. La canzone Eine Kleine fu scritta da Yonezu per una campagna pubblicitaria della Tokyo Metro.
Nel 2015 venne distribuito il suo terzo album, Bremen, che contribuì alla crescita della sua popolarità.
Nel 2017 uscì il suo quarto album, Bootleg, che vendette oltre 550 000 copie, guidato da singoli di successo quali Loser, Orion (ending dell'anime Un marzo da leoni), Peace Sign (opening dell'anime My Hero Academia) e Uchiage Hanabi (colonna sonora del film Fireworks), realizzata in collaborazione con Daoko. L'album ha poi vinto il premio Album of the Year della Japan Record Awards.
A marzo del 2018 ha pubblicato il singolo Lemon, realizzata come sigla per la serie TV Unnatural, la canzone ha venduto oltre 500 000 copie fisiche e detiene il record giapponese di copie digitali vendute, oltre 3 000 000. Nel 2018 e nel 2019 Lemon si è piazzato al primo posto nella classifica annuale di Billboard Japan. Il video musicale, con oltre 900 milioni di visualizzazioni, è il video musicale giapponese più visto di sempre.
Il 31 dicembre 2018 Yonezu ha fatto il suo debutto televisivo durante il 69° NHK Kōhaku Uta Gassen, il più prestigioso programma musicale giapponese, cantando Lemon in collegamento dalla sua città natale.
Yonezu si è esibito per la prima volta fuori dal Giappone nel corso del tour Yonezu Kenshi 2019 TOUR, con concerti a Shangai e Taipei.
Il 7 agosto 2020 si è esibito durante il Party Royale di Fortnite, cantando brani dell'album Stray Sheep, uscito due giorni prima. Quinto album dell'artista, Stray Sheep è stato un grande successo commerciale, vendendo 879 000 copie durante la prima settimana e divenendo l'album più venduto del mondo per tre settimane, nonché l'album più venduto in Giappone e il terzo al mondo nel 2020. Complessivamente l'album ha venduto oltre 1 900 000 copie. Lo stesso anno ha collaborato a scrivere per la band Arashi "Kite", brano volto a sostenere gli atleti olimpici e paralimpici in occasione dei Giochi olimpici del 2020.
Nel 2021 Yonezu ha pubblicato il singolo Pale Blue. Il brano è stato realizzato per la sigla di apertura della serie televisiva Rikokatsu.
Il 24 gennaio 2022 è stato distribuito uno spot pubblicitario per PlayStation da lui realizzato avente come tema la canzone "POP SONG". Lo spot è stato premiato con un bronzo al Festival internazionale della creatività Leoni di Cannes. L'8 maggio esce il singolo M87, colonna sonora del film Shin Ultraman. In luglio il suo canale YouTube ha superato i 5 milioni di iscritti, stabilendo un record per un artista giapponese. Il numero totale di visualizzazioni ha superato i 2,8 miliardi. Lo stesso anno tutte le sue canzoni, comprese quelle pubblicate come Hachi, sono state rese disponibili nelle piattaforme di streaming.
Il 23 novembre 2022 Yonezu ha pubblicato Kick Back, brano usato come sigla dell'anime Chainsaw Man tratto dall'omonimo manga. Il brano è stato premiato con un disco d'oro dalla Recording Industry Association of America, facendo di Yonezu il primo giapponese a ricevere il premio dopo il successo di Yōko Ono del 1984, e il primo a essere premiato per un brano in giapponese.
Nel 2023 ha scritto il brano "Tsuki wo Miteita" ("Looking at the Moon") per la sigla del videogioco Final Fantasy XVI. Lo stesso anno ha presentato un nuovo singolo, Spinning Globe, canzone scritta per il film di Hayao Miyazaki Il ragazzo e l'airone.
Il 21 agosto 2024 ha pubblicato il suo sesto album, Lost Corner. L'album contiene, fra gli altri, i brani "Kick Back" e "Spinning Globe". Il 31 dicembre è apparso per la seconda volta nel Kōhaku Uta Gassen. Gli iscritti al suo canale YouTube sono diventati 7 450 000, con 16 dei suoi brani che hanno ottenuto oltre 100 000 000 di visualizzazioni.
Nel 2025 l'artista ha tenuto il Kenshi Yonezu 2025 TOUR / JUNK. Il tour si è concluso al prestigioso Tokyo Dome. Nella prima data del tour Yonezu ha interpratato per la prima volta Plazma, il nuovo singolo scritto per Mobile Suit Gundam GQuuuuuuX, serie televisiva appartenente al franchise Gundam. Per il video ufficiale del brano Bow and Arrow, sigla dell'anime Medalist, Yonezu ha collaborato con il due volte campione olimpico Yuzuru Hanyu, che ha interpretato un programma di pattinaggio ideato per l'occasione. In 10 giorni il video ha superato i 10 000 000 di visualizzazioni.
Il singolo contenente Plazma e Bow and Arrow, pubblicato il 18 giugno, ha venduto 310.981 copie in una settimana sommando le 258.450 copie delle prenotazioni alle circa 52.000 copie comprate nella settimana della pubblicazione. Questo ha consentito al singolo di debuttare al primo posto delle classifiche di vendita in Giappone con il più alto numero di vendite in una sola settimana ottenute nella prima metà dell'anno.

## Discografia

### Album in studio
- 2012 – Diorama
- 2014 – Yankee
- 2015 – Bremen
- 2017 – Bootleg
- 2020 – Stray Sheep
- 2024 – Lost Corner

### Album firmati Hachi
- 2010 - Hanataba to Suisō
- 2010 - Official Orange

### Singoli
- 2013 – Santa Maria
- 2013 – Mad Head Love
- 2013 – Poppin' Apathy
- 2015 – Flowerwall
- 2015 – Unbelievers
- 2016 – Loser / Number Nine
- 2017 – Orion
- 2017 – Peace Sign
- 2018 – Lemon
- 2018 – Flamingo / Teenage Riot
- 2019 – Uma to Shika
- 2021 – Pale Blue
- 2022 – POP SONG
- 2022 – M87
- 2022 – Kick Back
- 2023 – Lady
- 2023 – Spinning Globe
- 2024 – Sayonara, mata itsuka! (さよーならまたいつか!?)
- 2024 – Mainichi (毎日?)
- 2024 – Garakuta (がらくた?)
- 2025 – Plazma
- 2025 - Bow and Arrow

## Premi e riconoscimenti
- 2013 - 5th CD Shop Awards
  - Vinto - Finalist Award per Diorama[31]
- 2015 - 7th CD Shop Awards
  - Vinto - Finalist Award per Yankee[31]
- 2015 - 57th Japan Record Awards
  - Vinto - Excellent Album Award per Bremen[32]
- 2016 - 8th CD Shop Awards
  - Vinto - Finalist Award per Bremen[31]
- 2017 - Crunchyroll Anime Awards
  - Vinto - Best opening per Peace Sign[33]
- 2018 - 60th Japan Record Awards
  - Vinto - Special Award
  - Vinto - Album of the year per Bootleg[34]
- 2018 - Billboard Japan Music Award
  - Vinto - Artist of the year[35]
- 2018 - 32nd Japan Gold Disc Award
  - Vinto - Song of the Year by Download per Uchiage Hanabi[36]
- 2018 - Space Shower Music Awards
  - Vinto - Song of the Year per Uchiage Hanabi
  - Vinto - Best Male Artist
  - Vinto - Best Collaboration per Haiiro to Ao (con Masaki Suda)[37]
- 2018 - 10th CD Shop Awards
  - Vinto - Grand Prize per Bootleg[38]
- 2018 - MTV VMAJ
  - Vinto - Best Video of the Year per Lemon
  - Vinto - Best male video per Lemon[39]
- 2018 - 96th Television Drama Academy Awards
  - Vinto - Best Theme Song per Lemon[40]
- 2018 - International Drama Festival in Tokyo
  - Vinto - Theme Song Award per Lemon[41]
- 2019 - Space Shower Music Awards
  - Vinto - Song of the Year per Lemon
  - Vinto - Best Male Artist[42]
- 2019 - 102rd Television Drama Academy Awards
  - Vinto - Best Theme Song per Uma to Shika[43]
- 2019 - 61th Japan Record Awards
  - Vinto - Special Award[44]
- 2020 - 34th Japan Gold Disc Award
  - Vinto - Special Awards[45]
- 2020 - Space Shower Music Awards
  - Vinto - Best Male Artist[46]
- 2020 - MTA VMAJ
  - Vinto - Best Male Video per Kanden[47]
- 2020 - ACC TOKYO CREATIVITY AWARDS
  - Vinto - Media Creative Section - Grand Prix per Kanden[48]
- 2020 - 62nd Japan Record Awards
  - Vinto - Special Award[49]
- 2020 - Billboard Japan Music Awards
  - Vinto - Top album of the Year per Stray Sheep[15]